# 上海市人民政府驻北京办事处
上海市人民政府驻北京办事处，简称上海驻京办，是上海市人民政府派驻北京的常设办事机构，归口上海市人民政府办公厅管理，是上海市加强同中央国务院各部委联系的重要渠道，是加强同北京市联系的重要渠道。上海驻京办内设3个处室，20个编制，机关办公地点为北京市西城区北长街59号。

## 主要职责
上海驻京办有五项主要职责，分别是加强上海市同党中央、国务院各部委、北京市的联系，沟通、交流和了解信息，为上海市的经济发展服务、为上海的社会稳定服务、为市领导和各部门工作服务；认真做好中央各重要会议和全国性会议期间上海代表团的接待服务工作，认真做好市领导和各委办负责同志的接待服务工作；积极配合上海市有关单位做好在京向中央、国务院等有关部门的汇报工作；受市政府委托，统一管理上海市其他常驻北京的机构和人员。管理市政府驻北京办事处后勤服务中心；以及认真完成领导交办的其他事项。

## 机构设置
- 秘书处
- 业务处
- 接待处

## 驻京办美食
在北京餐饮文化中有一项特色就是各省市的驻京办事处吃到当地的美食，上海驻京办餐厅也不例外。上海名菜名点蟹壳黄、南翔小笼馒头、小绍兴鸡粥、油爆虾等都有供给，地址在驻京办旁的北长街前宅胡同7号。